# داونوروبيسين/سيتارابين
داونوروبيسين/سيتارابين اللايبوسومي هو دواء ذو توليفة ثابتة الجرعة من سيتارابين وداونوروبيسين مرتبط بجسيم شحمي يعطي الدوائين بنسبة مولارية ثابتة هي 5:1.
يستعمل الدواء لعلاج أبيضاض الدم النقوي الحاد.